# Villarepos
Villarepos (toponimo francese; in tedesco Ruppertswil, desueto) è una frazione di 648 abitanti del comune svizzero di Courtepin, nel Canton Friburgo (distretto di Lac).

## Storia

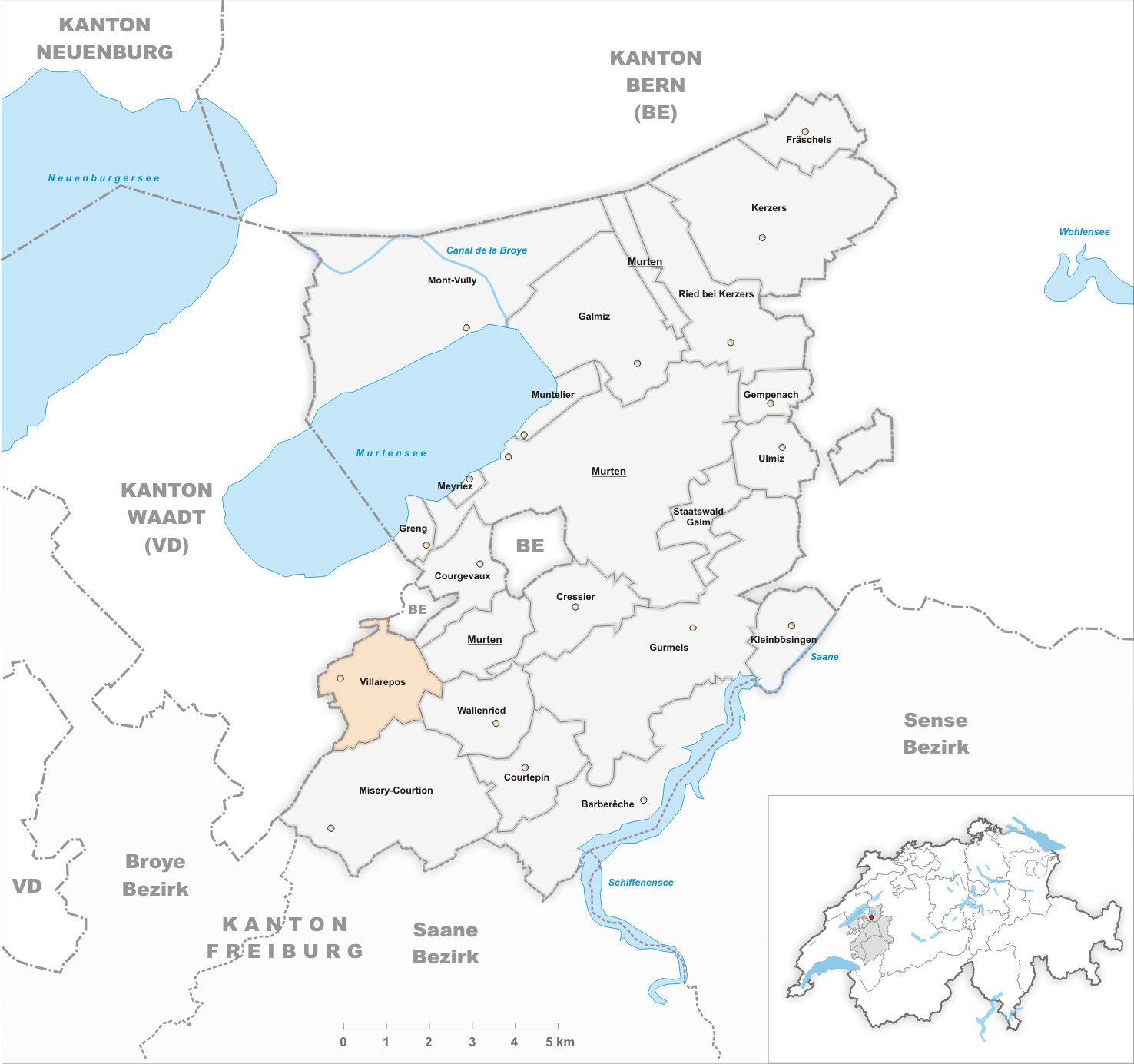
Il territorio del comune di Villarepos prima degli accorpamenti comunali del 2017

Già comune autonomo che si estendeva per 4,74 km², che comprendeva anche la frazione di Plan e che il 1° gennaio 1983 aveva inglobato il comune soppresso di Chandossel, il 1º gennaio 2017 è stato accorpato a Courtepin assieme agli altri comuni soppressi di Barberêche e Wallenried.

## Monumenti e luoghi d'interesse
- Chiesa cattolica di Santo Stefano, eretta nel 1971[1].

## Società

### Evoluzione demografica
L'evoluzione demografica è riportata nella seguente tabella:
Abitanti censiti

## Amministrazione
Ogni famiglia originaria del luogo fa parte del comune patriziale che ha la responsabilità della manutenzione di ogni bene comune.